# Bleu de Beveren
Le bleu de Beveren est une race de lapin domestique originaire de Belgique. Il a une robe de couleur bleu clair, et a été assez populaire en Belgique à une époque. Il est aujourd’hui rare à l’extérieur de ce pays.

## Origine
Le bleu de Beveren a une origine controversée. Pour certains il serait issu du croisement entre le lapin ordinaire et le bleu de Vienne. Pour d’autres il se confondait autrefois avec le bleu de Saint-Nicolas, dont il s’est éloigné à la suite de la sélection, et serait donc issu du croisement entre lapin ordinaire et géant des Flandres. Dans tous les cas on situe son berceau au pays de Waes en Belgique.

## Description
C’est un lapin de taille moyenne qui pèse entre 3 et 4,25 kg. Selon les standards de la race, il doit avoir un corps en « mandoline renversée », avec l’arrière-train plus large que l’avant et bien musclé, et une tête triangulaire. Celle-ci porte deux oreilles étroites de 10 à 12 cm de longueur. Le fanon est toléré chez la femelle mais doit être le plus court possible. La fourrure bleu clair est plutôt courte, et légèrement plus terne sous le ventre et sous la queue.

## Diffusion
Le bleu de Beveren s’est un peu développé en France et en Angleterre au début du XXe siècle. Il a été temporairement appelé « impérial » en Angleterre à la suite du Crystal Palace show en 1912, avant de reprendre son nom d’origine. Il est aujourd’hui peu répandu en dehors de son pays d'origine.